# Frederick Thomas Trouton

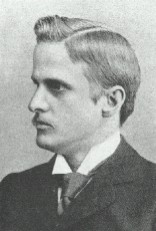
Frederick Thomas Trouton

Frederick Thomas Trouton FRS  (Dublin, 24 november 1863 - Downe, 21 september 1922) was een Ierse natuurkundige bekend om de regel van Trouton en experimenten die de beweging van de aarde poogden te detecteren door de 'ether'.

## Biografie
Trouton werd geboren in Dublin op 24 november 1863 als jongste zoon van de rijke en vooraanstaande Thomas Trouton. Hij ging naar de Royal School Dungannon en ging in 1884 naar het Trinity College in Dublin, waar hij voor ingenieur studeerde. Toen hij nog een student was, ontdekte Trouton een verband tussen kookpunten en verdampingswarmte, die hij in twee korte artikels publiceerde. Hij vond dat de verdampingsentropie per mol bij het kookpunt min of meer constant is of wiskundig uitgedrukt:
{\displaystyle \Delta {\bar {S}}_{vap}\approx 10,5R}
waarbij R de gasconstante is. 
Dit werd bekend als de regel van Trouton en wordt, ondanks het feit dat er uitzonderingen op de 'wet' voorkomen, gebruikt voor het schatten van de verdampingsenthalpie van vloeistoffen waarvan het kookpunt bekend is. Trouton zelf heeft zijn ontdekking steeds geminimaliseerd omdat het slechts het resultaat was van een namiddag opzoekingswerk was van gegevens uit bestaande tabellen. Voordat hij afstudeerde, nam hij ook een leidende rol in het opmeten van een spoorlijn.
Trouton studeerde af in 1884 als Master of Arts and Doctor of Science en werd onmiddellijk benoemd tot assistent van de professor van de experimentele fysica, George FitzGerald. Ze werkten samen aan vele experimenten en werden goede vrienden. De invloed van FitzGerald is te zien in veel van het vroege werk van Trouton.
Hij werd verkozen tot Fellow of the Royal Society in juni 1897. Een benoeming van 1902 als Quain Professor in de natuurkunde aan het University College London leidde tot een 12-jarige loopbaan van experimentele fysica, inclusief werk aan het Trouton-Rankine-experiment. Hij ontving een OBE in 1918.
Trouton huwde Anne Maria Fowler in 1887 en zij kregen vier zonen en drie dochters. Hun eerste twee zonen, Eric en Desmond, werden gedood in de Eerste Wereldoorlog. Hij werd ernstig ziek in 1912 en een operatie in 1914 liet hem verlamd achter in de ledematen. Hij moest daarom met pensioen gaan. Desondanks behield hij de humor en charme waar hij bekend om stond. Na zijn pensionering woonde Trouton in Tilford, Surrey en vervolgens Downe in Kent, waar hij op 21 september 1922 op 58-jarige leeftijd stierf.